# Comuna Ședieve, Novi Sanjarî
Ședieve (în ucraineană Шедієве) este o comună în raionul Novi Sanjarî, regiunea Poltava, Ucraina, formată din satele Burtî și Ședieve (reședința).

## Demografie
Componența lingvistică a comunei Ședieve
     Ucraineană (95,93%)
     Rusă (3,74%)
     Alte limbi (0,34%)
Conform recensământului din 2001, majoritatea populației comunei Ședieve era vorbitoare de ucraineană (95,93%), existând în minoritate și vorbitori de rusă (3,74%).